# تصوير رقمي

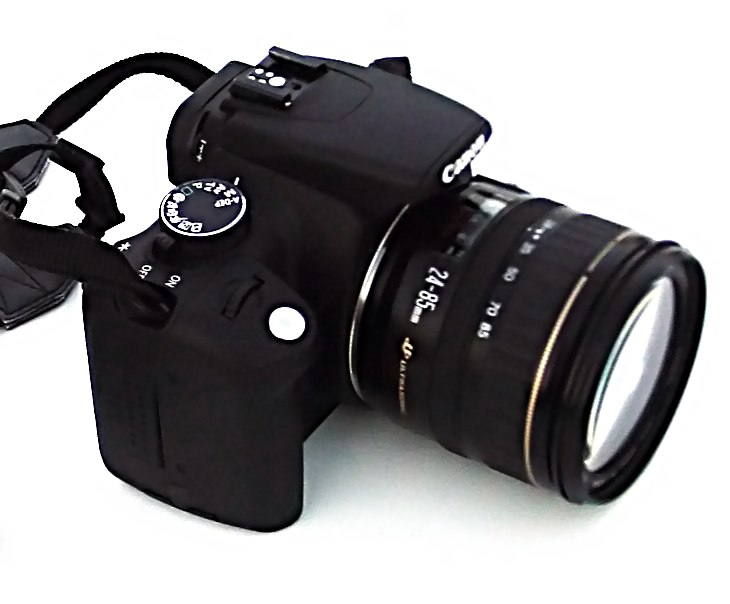
The كانون EOS 350D

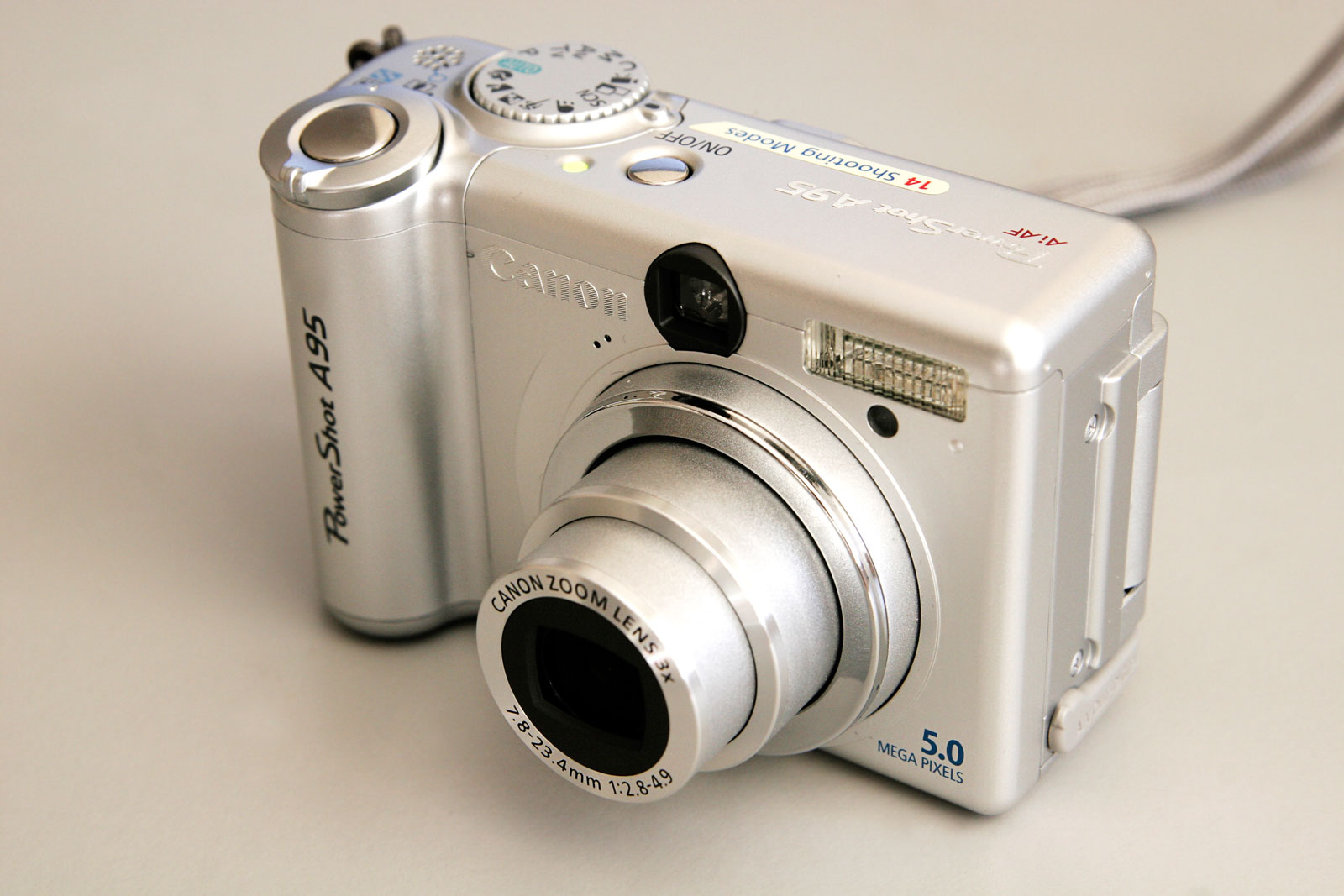
The كانون PowerShot A95

التصوير الرقمي (بالإنجليزية: Digital photography)‏ هو شكل من أشكال التصوير الضوئي التي تستخدم التكنولوجيا الرقمية لمعالجة الصور دون المعالجة الكيميائية، والصور الرقمية يمكن معالجتها، تخزينها، مشاركتها، كما يمكن طباعتها. ولا يعتبر التصوير الرقمي بديلاً عن التصوير الفلمي التقليدي حيث انها تقنية مختلفة تماما وله علم مستقل اخر ويمتاز التصوير الرقمي بقلة الكلفة عن الفيلمي بكثير بالإضافة الي سرعة الأحداث وسرعه التأكد من سلامه وجوده الصورة قبل الطبع
ظهر التصوير الرقمي في نهايات التسعينات وجاءت فكرته من تصوير الفيديو أو اللايف كليب وإمكانيه تثبيت الصور المتحركه وتوصيلها بالكمبيوتر وطبعها أيضا إذا شئت من هنا جائت فكره الكاميرا الرقمية التي تعمل بدون فيلم بل بالذاكرة تطورت سريعا تقنيه التصوير الرقمي ارتباطا بتطور الحاسوب المذهل في الاونه الأخيرة اما عن كيفيه التصوير الرقمي فهو أسهل بكثير من غيره واسرع واوفر ولايحتاج الي محترف كما هو الحال في النيجاتيف \ديناميكيه التصوير الرقمي تكمن في ال ccd أو ناقل الصور من العدسة الي الشاشة الخلفية وكلما زادت مساحه ال ccd زادت الإمكانيات والجودة في الكاميرا وتعتبر نيكون وكانون هما الرائدتان في مجال الكاميرات الرقمية وخدماتها وذلك لما يتوفر لهم من الإمكانيات التي تمكنهم من السيطرة علي أكثر من 96 بالمئة من حجم السوق العالمي في مجالهم.
يحتاج التصوير الرقمي الي عده عوامل مساعده لانجاحه وأهمها الضوء فهو أساس انجاح العملية ولذلك يفضل المحترفون العدسات ذات الفتحات المميزة مثلا 2.8\\1.4\1.2 \وذلك لتجميع أكبر كم من الضوء في اللقطة بالضافه إلى سرعه الغالق والتي تلعب دورا رئيسا في خطف الأحداث الهامة والتاريخية.
تنطبق كل فنيات التصوير الفوتوغرافي علي التصوير الرقمي من ناحيه الإعدادات والعدسات وغيرها ماعدا شيء هام جدا وهو ما يسمي بالفيكتوري. وهو مقايسه للعدسات لأن الكاميرات الرقمية تقرأ العدسات باختلاف عن ماهو مكتوب عليها بنسبه معروفة ففي نيكون نضرب مقاس العدسة في 1.5 فيكتوري والكانون في 1.4 فيكتوري أي مثلا لو عندك عدسه 28\70 في الفوتوغراف لو ركبت علي ديجيتال تكون 42\105 هذا هو نقطه الاختلاف في العدسات فقط وفي نيكون أيضا تختلف الفلاشات يجب أن تكون ttl اما في كانون عادي تتوافق جميع الفلاشات الكانون.

## التأثير الإجتماعي
لقد أصبح التصوير الرقمي التصوير متاحًا لمجموعة أكبر من الناس حيث غيرت التكنولوجيا الجديدة وبرامج التحرير المتاحة للمصورين طريقة عرض الصور للجمهور. وأصبح هناك صور يتم التلاعب بها بشدة أو تصويرها بحيث ينتهي بهم المطاف في مظهر لايشبه الصورة الأصلية وهذا يغير طريقة إدراكهم. [31]حتى ظهور الكاميرا الرقمية، استخدم المصورون الهواة فيلمًا مطبوعًا أو شرائح لعرض كاميراتهم. يتم تطوير العروض وعرضها للجمهور باستخدام جهاز عرض شرائح. وقامت ثورة التصوير الرقمي في الصناعة بالقضاء على التأخير والتكلفة. كما سمحت سهولة مشاهدة ونقل وتحرير وتوزيع الصور الرقمية للمستهلكين بإدارة الصور الرقمية مع أجهزة الكمبيوتر المنزلية العادية بدلا من المعدات المتخصصة.